# Ryżiwka
Ryżiwka (ukr. Рижівка) – wieś na Ukrainie, w obwodzie sumskim, w rejonie sumskim, w hromadzie Biłopilla. W 2001 liczyła 857 mieszkańców.